# North Myrtle Beach
North Myrtle Beach è un comune degli Stati Uniti d'America, situato in Carolina del Sud, nella Contea di Horry e nell'area metropolitana di Myrtle Beach.